# Энгель, Андрей
Андрей Энгель (словац. Andrej Engel; 10 февраля 1910, Банска-Штьявница — 3 декабря 1991, Мальмё) — чехословацкий легкоатлет, выступавший в беге на короткие дистанции. Участник летних Олимпийских игр 1932 года.

## Биография
Андрей Энгель родился 10 февраля 1910 года в австро-венгерском городе Банска-Штьявница (сейчас в Словакии).
Начал заниматься лёгкой атлетикой в юности в немецком клубе БСК в Брно, который представлял в 1926—1927 годах. В 1928 году выступал за «Жилину». В 1929—1933 годах во время учёбы в Пражском университете бизнеса — местный «Высокошколский спорт». В 1934—1936 годах представлял «Хагибор».
Первую награду завоевал в 1926 году, заняв 2-е место на молодёжном чемпионате Чехословакии в Пршерове в беге на 100 метров с результатом 12,0 секунды. В 1927 году стал чемпионом страны среди юниоров (11,7).
В 1929—1934 годах девять раз выигрывал чемпионат Чехословакии в беге на 100, 200 метров и в эстафетах.
В 1934 году был рекордсменом Чехословакии в беге на 100 метров (10,6) и 200 метров (21,8).
В 1932 году вошёл в состав сборной Чехословакии на летних Олимпийских играх в Лос-Анджелесе. В беге на 100 метров занял в забеге 1/8 финала 3-е место с результатом 11,2, в четвертьфинале — последнее, 4-е (11,1), уступив 0,1 секунды попавшему в полуфинал с 3-го места Хельмуту Кёмигу из Германии. В беге на 200 метров занял в забеге 1/8 финала 4-е место (22,3), уступив лишь по решению судей попавшему в четвертьфинал с 3-го места Карлосу Бьянки из Аргентины.
Умер 3 декабря 1991 года в шведском городе Мальмё.

## Личные рекорды
- Бег на 100 метров — 10,5 (1931)[2][3]
- Бег на 200 метров — 21,6 (1931)[2][3]